# Olive (Oklahoma)
Pour les articles homonymes, voir Olive (homonymie).
Olive est une census-designated place du comté de Creek, dans l'État d'Oklahoma, aux États-Unis. En 2020, elle compte une population de 110 habitants.